# She’s Like the Wind
She’s Like the Wind – piosenka z 1987 roku napisana przez aktora Patricka Swayze i Stacy Widelitz. Piosenka pochodzi ze ścieżki dźwiękowej filmu Dirty Dancing. Singiel osiągnął trzecie miejsce na liście Billboard Hot 100.